# Mausoleo di Vespasiano I Gonzaga

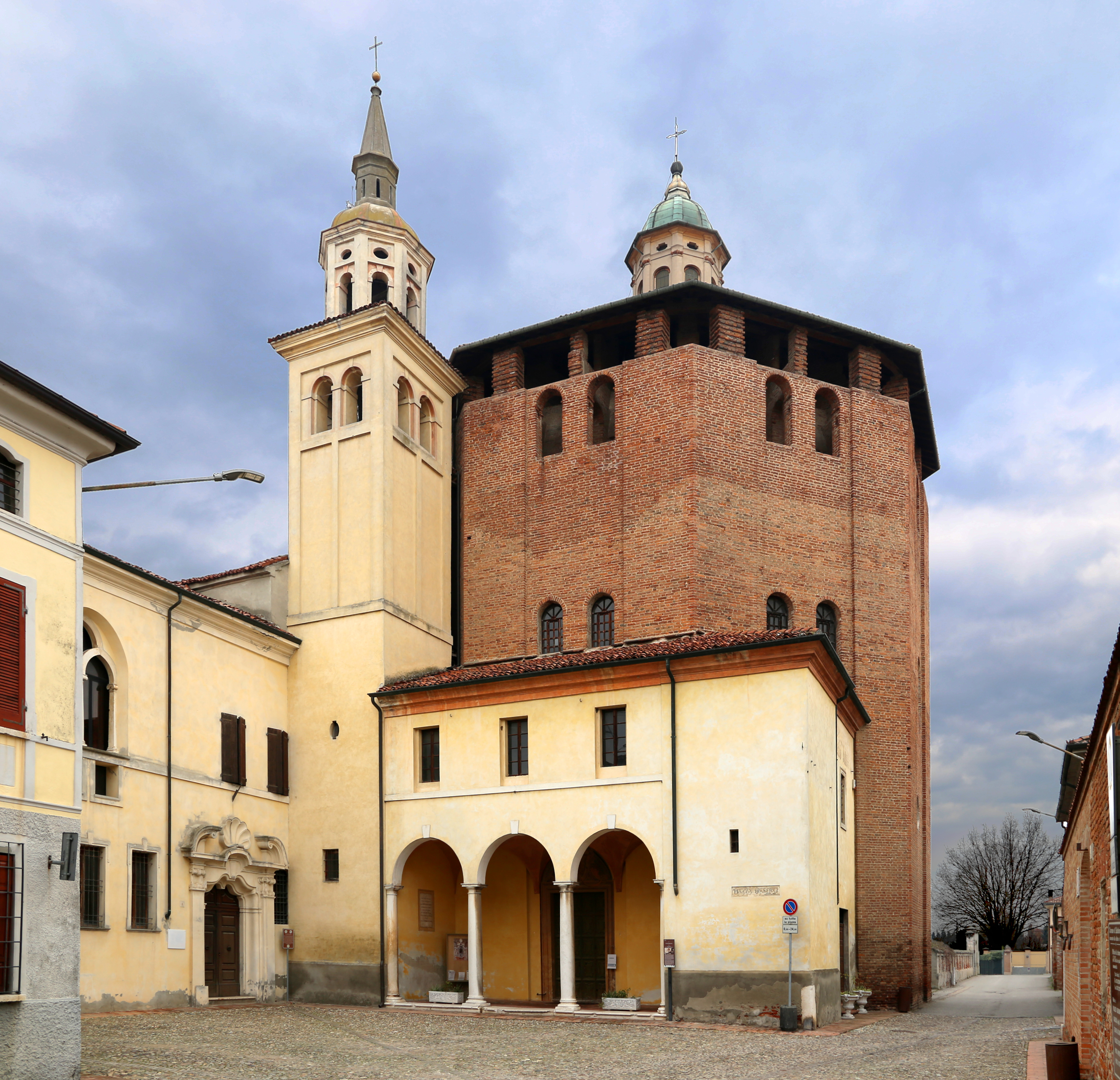
Sabbioneta, Chiesa della Beata Vergine Incoronata

Il mausoleo di Vespasiano I Gonzaga è il monumento funebre di Vespasiano I Gonzaga, situato nella chiesa della Beata Vergine Incoronata a Sabbioneta.

## Storia e descrizione
Vespasiano Gonzaga, duca di Sabbioneta, morto il 26 febbraio 1591, lasciò scritto nel suo testamento il luogo ove sarebbe stato sepolto. La sepoltura, con l’abito ducale, avvenne il 4 marzo 1591. 
Il monumento venne costruito nel 1592 in marmi policromi, scelti dallo stesso duca quando era in vita, per opera dallo scultore Giovanni Battista Della Porta e per volere dell'erede universale di Vespasiano Isabella. Al centro del monumento campeggia la statua in bronzo di Vespasiano nelle sembianze di Marco Aurelio, opera del 1565 dello scultore Leone Leoni.
Nel 1988 venne aperta la tomba per effettuare un sopralluogo sui resti mortali del condottiero, al termine del quale vennero collocati in un ambiente attiguo alla chiesa. Le spoglie del duca vennero rinvenute assieme ad un piccolo ciondolo, il Toson d'oro, del quale venne insignito nel settembre del 1585.
Il 25 febbraio 2018 con una solenne cerimonia religiosa, i resti di Vespasiano, della moglie Anna d'Aragona e dei due figli Luigi e Giulia, sono stati ricollocati nel monumento funebre.